# Mirocaris indica
Mirocaris indica is een garnalensoort uit de familie van de Alvinocarididae. De wetenschappelijke naam van de soort is voor het eerst geldig gepubliceerd in 2006 door Komai, Martin, Zala, Tsuchida & Hashimoto.